# Durchgangsarzt
Ein Durchgangsarzt – kurz: D-Arzt – ist ein Facharzt für Chirurgie mit Schwerpunkt Unfallchirurgie oder ein Facharzt für Orthopädie und Unfallchirurgie mit Zusatzbezeichnung „Spezielle Unfallchirurgie“, der von den Landesverbänden der Deutschen Gesetzlichen Unfallversicherung (DGUV) eine besondere Zulassung erhalten hat. Er ist für die Durchführung der Behandlung nach Arbeitsunfällen und Wegeunfällen zuständig. Als Arbeitsunfälle gelten beispielsweise auch Schulunfälle und Unfälle von Helfern bei Unfällen im Straßenverkehr. Zusätzlich sind die privaten Pflegepersonen im Rahmen der Pflege nach dem Pflegeversicherungsgesetz unabhängig vom Alter gesetzlich unfallversichert. Grundsätzlich ist jeder Arbeitnehmer gesetzlich unfallversichert. Selbständige können freiwilliges Mitglied einer Berufsgenossenschaft werden; auch dann sind die D-Ärzte zuständig.

## Das Durchgangsarztverfahren

### Grundlegendes
Das Durchgangsarztverfahren (D-Arzt-Verfahren) regelt die Behandlung und Abrechnung eines Arbeitsunfalls (hierzu zählen auch Unfälle auf dem Weg von der oder zur Arbeit) in Deutschland. Es kommt also nur in den Fällen zur Anwendung, in denen eine gesetzliche Unfallversicherung (gewerbliche Berufsgenossenschaft, landwirtschaftliche BG, gesetzliche Unfallkasse) die Kosten für die Behandlung übernimmt. Der Begriff „Durchgangsarzt“ wurde zum ersten Mal in der vertraglichen Regelung der Beziehungen zwischen Berufsgenossenschaften und Krankenkassen nach §§ 1513, 1501, 1503 Reichsversicherungsordnung (RVO) vom 29. November 1921 in § 3 verwendet. Danach hatte die Krankenkasse auf Wunsch der Berufsgenossenschaft deren Unfallverletzte anzuhalten, sofort nach der Krankmeldung und vor der ersten Inanspruchnahme des Kassenarztes einen von der Berufsgenossenschaft bezeichneten Facharzt (Durchgangsarzt) zurate zu ziehen.
Die Beteiligung zum D-Arzt wird von den zuständigen Landesverbänden der Deutschen Gesetzlichen Unfallversicherung (DGUV) erteilt. Mit der Beteiligung sind weitgehende Vollmachten, aber auch Verpflichtungen verbunden. Der D-Arzt soll als Quasi-Vertreter der gesetzlichen Unfallversicherung das gesamte Heilverfahren steuern, er ist also von der Erstversorgung über die Rehabilitation bis hin zur Empfehlung von Entschädigungsleistungen koordinierend tätig. Dabei hat er unter anderem Kontakt zum behandelnden Hausarzt, zur Unfallklinik, zu den Rehabilitationseinrichtungen, zu den hinzugezogenen Fachärzten und zum zuständigen Unfallversicherungsträger.
In Deutschland gibt es ca. 3500 zugelassene Durchgangsärzte, jährlich werden etwa drei Millionen Versicherte im Durchgangsarztverfahren behandelt.

### Verfahren
Bei einem Arbeitsunfall und bei einer Wiedererkrankung aufgrund eines Arbeitsunfalls ist die freie Arztwahl eingeschränkt: Die verletzte Person muss im Normalfall einem Durchgangsarzt vorgestellt werden. Hierüber soll der Arbeitgeber seine Beschäftigten informieren. Wenn ein Verletzter zuerst seinen Hausarzt aufsucht, dann muss dieser den Patienten an einen D-Arzt überweisen. Da bei einem Arbeitsunfall nicht die Krankenkasse, sondern die gesetzliche Unfallversicherung Kostenträger ist, ist für den Besuch beim D-Arzt kein Krankenschein bzw. keine Chipkarte erforderlich. Verordnete Medikamente sowie Heil- und Hilfsmittel sind zuzahlungsfrei. Diese Regelung gilt auch für Privatpatienten.
Ausnahmen von der D-Arzt-Behandlung sind u. a.:
- Bei kleinen Unfällen: Wenn die Arbeitsunfähigkeit nicht über den Unfalltag hinaus besteht und die Behandlung nicht länger als eine Woche dauert, kann ein Allgemeinmediziner die Behandlung (auf Kosten der BG) ohne Überweisung an einen D-Arzt durchführen.
- Verletzte mit isolierten Augen- oder Hals-Nasen-Ohren-Verletzungen sollen sofort einem Augen- bzw. HNO-Arzt vorgestellt werden. Diese gelten automatisch als Durchgangsärzte. Analoges gilt auch für Zahnärzte.
- Bei sehr schweren Verletzungen (z. B. offener Schädel, Gelenkbruch) muss nicht erst ein D-Arzt aufgesucht werden. Vielmehr soll der Verletzte direkt in eine Berufsgenossenschaftliche Unfallklinik oder in ein entsprechendes Krankenhaus eingeliefert werden. Dort sind meist auch Durchgangsärzte tätig. In der Regel gilt jede Unfallambulanz als Durchgangsarzt, wenn der Leitende Arzt die Zulassung als D-Arzt hat.
- Bei Verdacht oder Vorliegen einer Berufskrankheit kann jeder Arzt aufgesucht werden. Jeder Verdacht auf eine Berufskrankheit muss der zuständigen Berufsgenossenschaft gemeldet werden.

## Aufgaben des D-Arztes
Der D-Arzt hat unter anderem folgende Aufgaben:
- Feststellung der medizinischen Diagnose und Ermittlung des Sachverhaltes (z. B. ob es sich überhaupt um einen Arbeitsunfall handelt)
- fachärztliche Erstversorgung
- Erstellung des Durchgangsarztberichtes für den Unfallversicherungsträger
- falls nötig Hinzuziehen von anderen Fachärzten

Der D-Arzt legt weiterhin fest, welcher Arzt die weitere Behandlung durchführen soll. Er selbst soll nämlich nur in rund 20 % der Fälle die Behandlung übernehmen. Die meisten Patienten verbleiben in der Behandlung eines Facharztes für Allgemeinmedizin.
Der D-Arzt hat allerdings die Möglichkeit, sogenannte Nachschauen durchzuführen. So muss der Patient u. a. zum Abschluss der Behandlung noch einmal zum Durchgangsarzt, da dieser das gesamte Heilverfahren steuert. Außerdem darf nur der Durchgangsarzt Heilmittel (z. B. Massagen) und Hilfsmittel (z. B. Prothesen) verordnen. Dieses Vorgehen nennt man berufsgenossenschaftliches Verfahren (kurz BG-liches Verfahren). Der Durchgangsarzt ist nur für Arbeitsunfälle, nicht jedoch für Berufskrankheiten zuständig. Für private Unfälle sind die Krankenversicherung und die private Unfallversicherung zuständig.

## Anforderungen an D-Ärzte
Für die Beteiligung am Durchgangsarztverfahren gelten strenge Anforderungen. Bis zum 31. Dezember 2010 mussten D-Ärzte ausnahmslos Fachärzte für Chirurgie mit dem Schwerpunkt Unfallchirurgie sein. Aufgrund des neuen Facharztes für Orthopädie und Unfallchirurgie wurden die Zulassungskriterien zum 1. Januar 2011 erweitert. Voraussetzungen sind der Facharzt für Orthopädie und Unfallchirurgie sowie nach der Facharztprüfung eine weitere einjährige ärztliche Tätigkeit in einer unfallchirurgischen Abteilung eines für schwere Verletzungsarten zugelassenen Krankenhauses (VAV-Haus). Damit ist eine Niederlassung als Durchgangsarzt möglich, allerdings ohne Genehmigung für ambulantes Operieren. Letzteres setzt den Abschluss der Spezialisierung Spezielle Unfallchirurgie voraus. Die Praxis eines D-Arztes muss besonders ausgestattet sein, so müssen z. B. Räume für invasive Eingriffe und ein Röntgenraum vorhanden sein. Die Praxis muss auch für Liegendkranke zugänglich sein.
Besondere personelle Anforderungen werden auch gestellt. So müssen z. B. immer zwei medizinische Assistenzkräfte anwesend sein, und der D-Arzt muss eine durchgängige Bereitschaft in der Zeit von 8:00 bis 18:00 Uhr (montags bis freitags) gewährleisten.
Ein D-Arzt muss mindestens einmal im Jahr eine Fortbildung machen, und sich bzw. seine Praxis auch sonst technisch und medizinisch auf dem neuesten Stand halten. Weiterhin bestehen umfangreiche Dokumentations-, Berichterstattungs- und Begutachtungspflichten.

## Sonderfall: Arzt für berufsgenossenschaftliche Heilbehandlung (H-Arzt)
Durch die 9. Zusatzvereinbarung vom 7. Oktober 1963 zum Abkommen Ärzte/Berufsgenossenschaften wurden die Bestimmungen eingefügt, die die Einzelheiten des Verfahrens für die an der berufsgenossenschaftlichen Heilbehandlung zu beteiligenden Ärzte (H-Ärzte) regelten. Der H-Arzt war gewissermaßen eine „abgespeckte Version“ des D-Arztes. „H“ steht für „an der besonderen Heilbehandlung beteiligt“. Durch die Neustrukturierung des Durchgangsarztverfahrens ist der H-Arzt seit 1. Januar 2016 entfallen. Für bisher tätige H-Ärzte bestand bis zum 31. Dezember 2015 unter bestimmten Bedingungen die Möglichkeit zum Wechsel auf  das Durchgangsarztverfahren.
Der H-Arzt durfte auch in den Fällen behandeln, in denen ein nicht zugelassener Arzt an den D-Arzt überweisen musste (Arbeitsunfähigkeit mehr als einen Tag, Behandlung länger als eine Woche). Allerdings war der H-Arzt nicht mit der Steuerung des Heilverfahrens beauftragt, sondern nahm nur passiv teil. Er durfte nur diejenigen Fälle (zu Lasten der gesetzlichen Unfallversicherung) behandeln, die von selbst in seine Praxis kamen. Ein anderer Arzt durfte also nicht an einen H-Arzt zur Behandlung überweisen.
Die Zulassungsbedingungen zum H-Arzt waren weniger streng, so musste der H-Arzt nicht Chirurg sein, sondern lediglich „unfallmedizinische Kenntnisse“ vorweisen. Auch die personellen und sächlichen Anforderungen an die Praxis waren geringer.
Die Zulassung zum H-Arzt war für Ärzte gedacht, die nicht die strengen Anforderungen des D-Arztes erfüllten (erfüllen wollten), die aber dennoch von vielen Patienten mit Arbeitsunfällen aufgesucht wurden und die nicht immer alle Verunfallten zum D-Arzt überweisen wollten (z. B. wegen großer Entfernung zum nächsten D-Arzt). Des Weiteren mussten die Praxen der H-Ärzte weniger Anforderungen erfüllen. D-Arzt-Praxen mussten behindertengerecht sein, H-Arzt-Praxen wiederum nicht.